# Château de Bouillon
Le château de Bouillon est un château fort construit au Moyen Âge situé en Wallonie dans la ville belge de Bouillon en province de Luxembourg.
Sis sur 3 éperons rocheux surplombant la Semois et dominant la ville moderne, il a appartenu à Godefroy de Bouillon qui en a hérité de son oncle, Godefroy III de Basse-Lotharingie, dit  Le Bossu. Il l'a revendu à Otbert, prince-évêque de Liège, afin de financer son départ pour la première croisade vers la Terre sainte. Avec les châteaux de Beersel, de Corroy, de Horst, de Gand, de Lavaux et de Vêves, il constitue un des plus beaux châteaux médiévaux de Belgique.

## Histoire
Les premières fortifications commencent au VIIIe siècle. Elle se trouve sur la montagne de Beaumont, actuellement appelée La Ramonette. Les vestiges étaient de 9m de diamètre, 3,5m de hauteur, entourés d'un fossé de 5 à 6,5m avec un rempart d'environ 40m de diamètre. Le donjon du château est construit entre 1080 et 1090. Suivant la promesse conclue entre le prince-évêque de Liège et Godefroy de Bouillon en 1096 et la mort du dernier en 1100, le château devient la propriété des princes-évêques de Liège puis des ducs de Bouillon et le reste jusqu'à la conquête française en 1794. En 1134, Raymond de Bar prend le château par surprise, mais il le perd la même année après un siège par le prince-évêque. Lors des guerres de Louis XIV, les fortifications sont aménagées par Vauban. En 1815, le duché et le château deviennent néerlandais : le donjon est détruit au cours de cette période. Après la révolution belge en 1830, ils passent à la Belgique. La forteresse est déclassée par les autorités belges en 1853. Après la bataille de Sedan en 1870, l'armée prussienne utilise quelques parties du château comme hôpital. Aujourd'hui, le site est ouvert aux visiteurs et abrite un musée,.

## Château imprenable

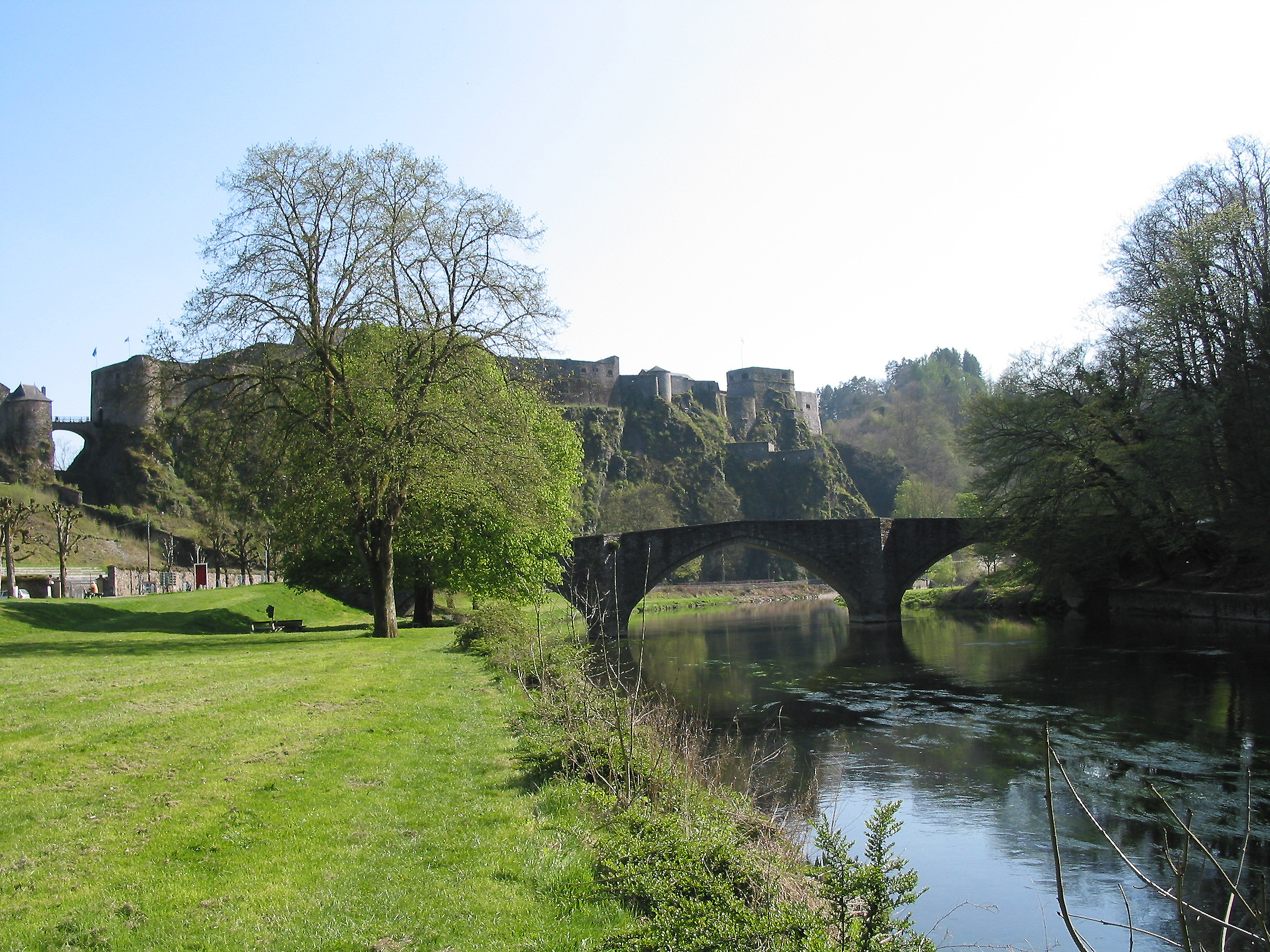
Le château fort et le vieux pont sur la Semois.

Cette forteresse fut édifiée pour protéger le duché de Basse-Lotharingie, stratégiquement situé sur l'axe Reims-Liège-Aix-la-Chapelle. Le château fort, qui abrita jusqu'à 200 soldats, avait la réputation d'être imprenable. Aussi, l'ennemi préférait appliquer la technique du siège pour affamer les défenseurs, surtout en hiver. Mais dans le château, on avait tout prévu. On disposait d'un accès à une source d'eau potable et les stocks de vivres étaient hissés le long d'une galerie de 30 m de profondeur. La poulie était actionnée par des soldats qui couraient en rond dans une sorte de manège en bois. L'intendant du château exerçait une fonction essentielle : c'était lui qui calculait la quantité de nourriture nécessaire pour pouvoir tenir un siège.
Du XVII-XVIII siècles, Vauban modernise et fortifie le château à la demande de Louis XIV, le roi soleil. Il ajoute des nouveaux bastions, le sépare par des ponts levis, intègre la ville dans le système de défense afin qu'il soit capable de résister à de l'artillerie. 

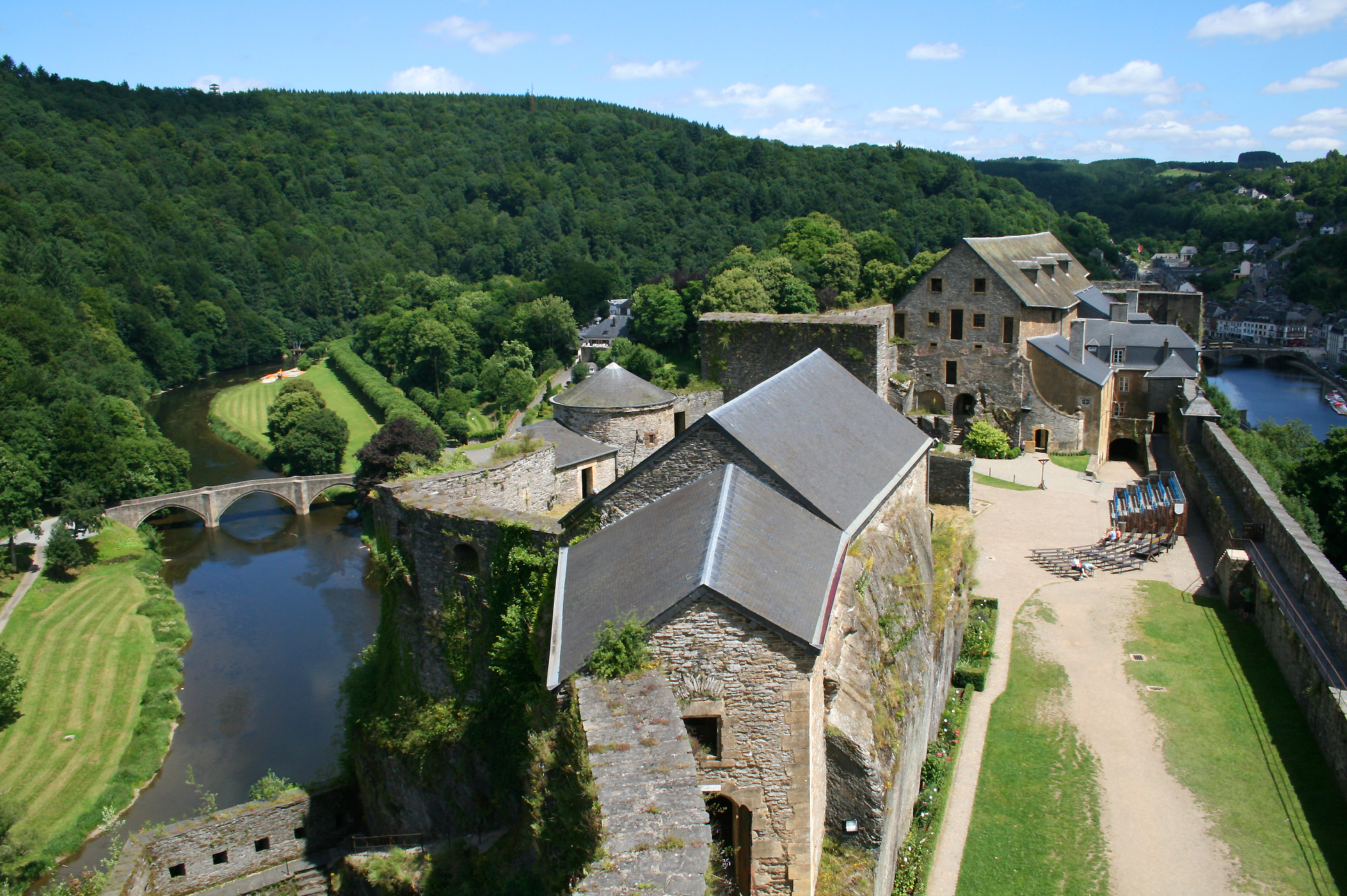
Vue sur la Semois.
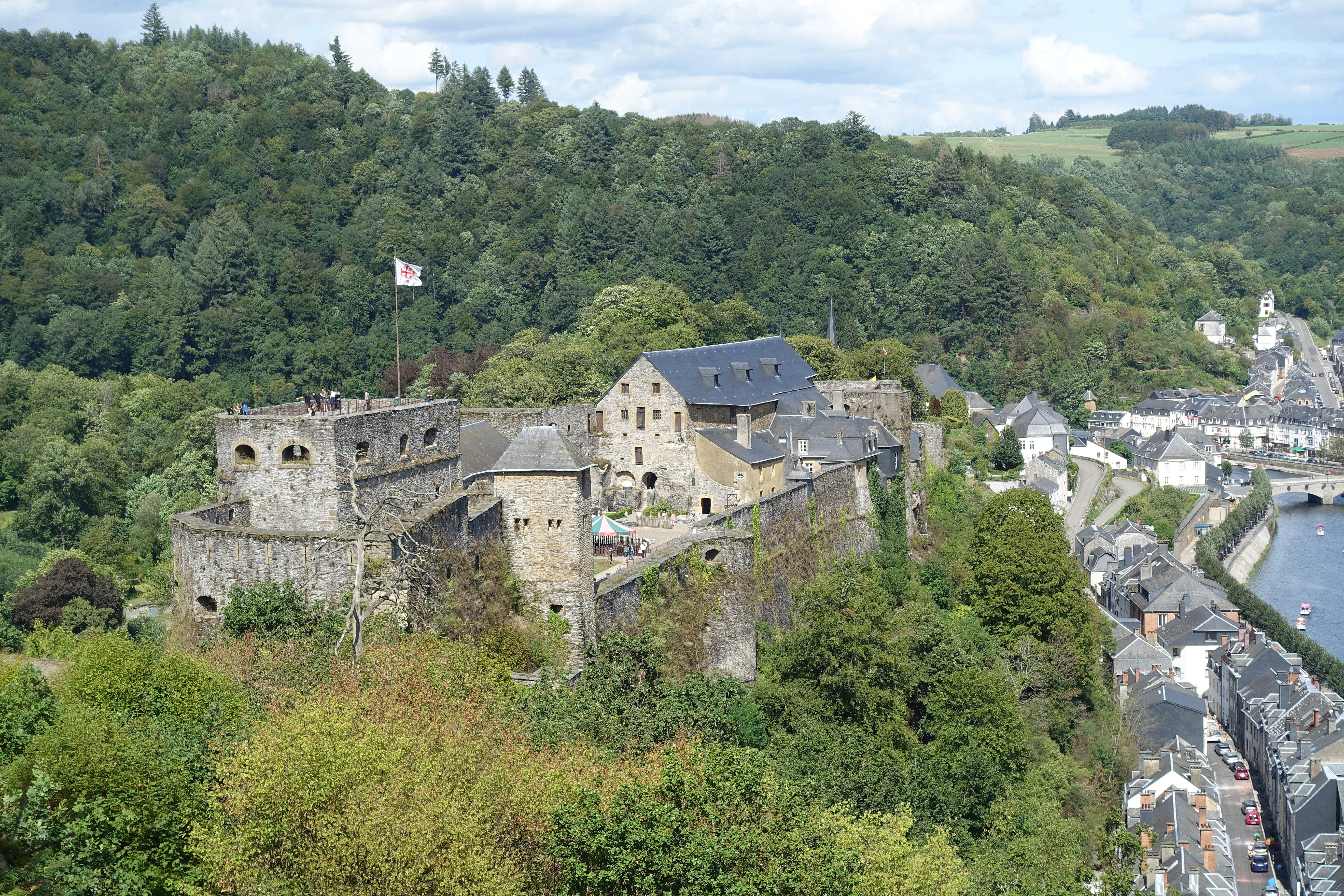
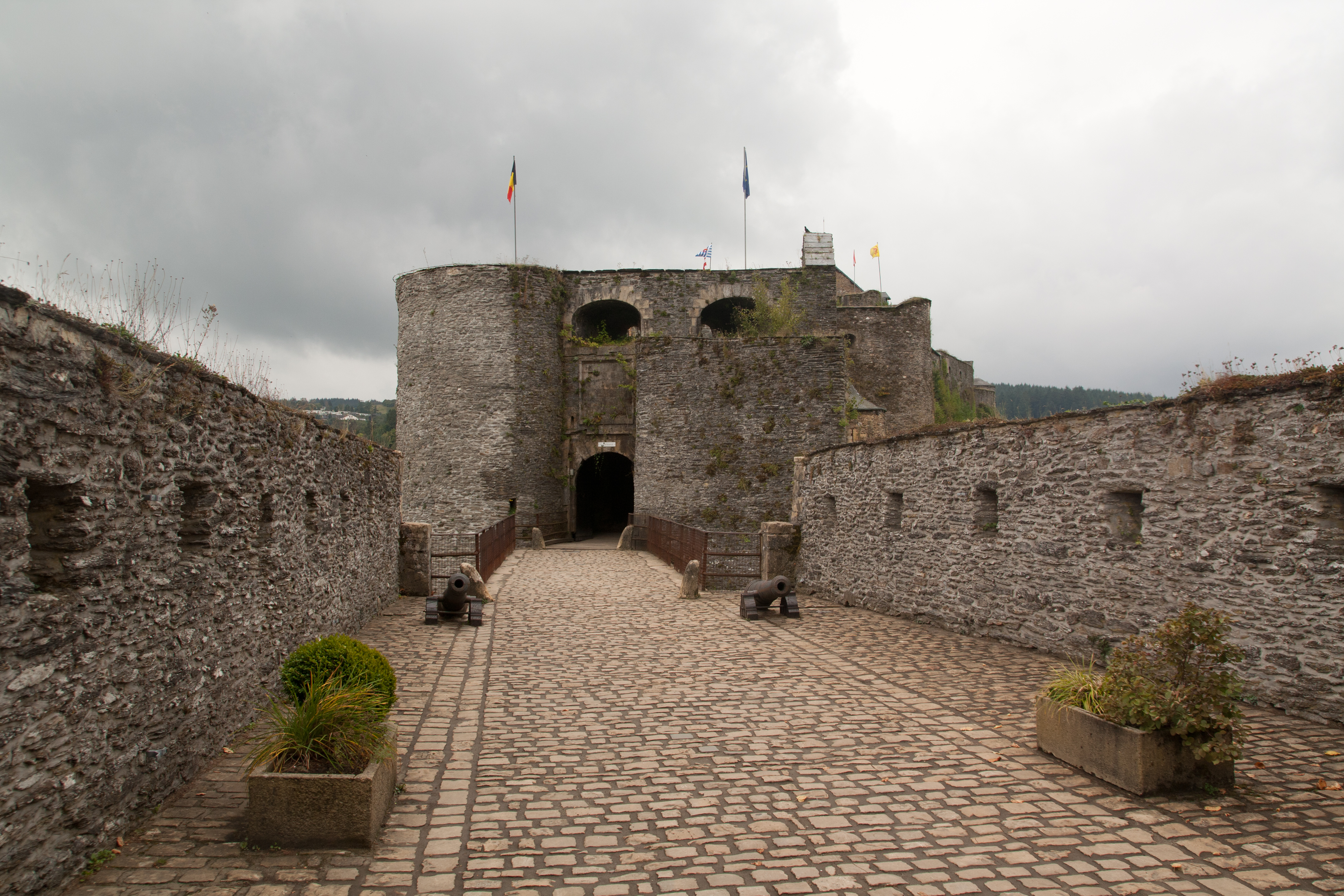
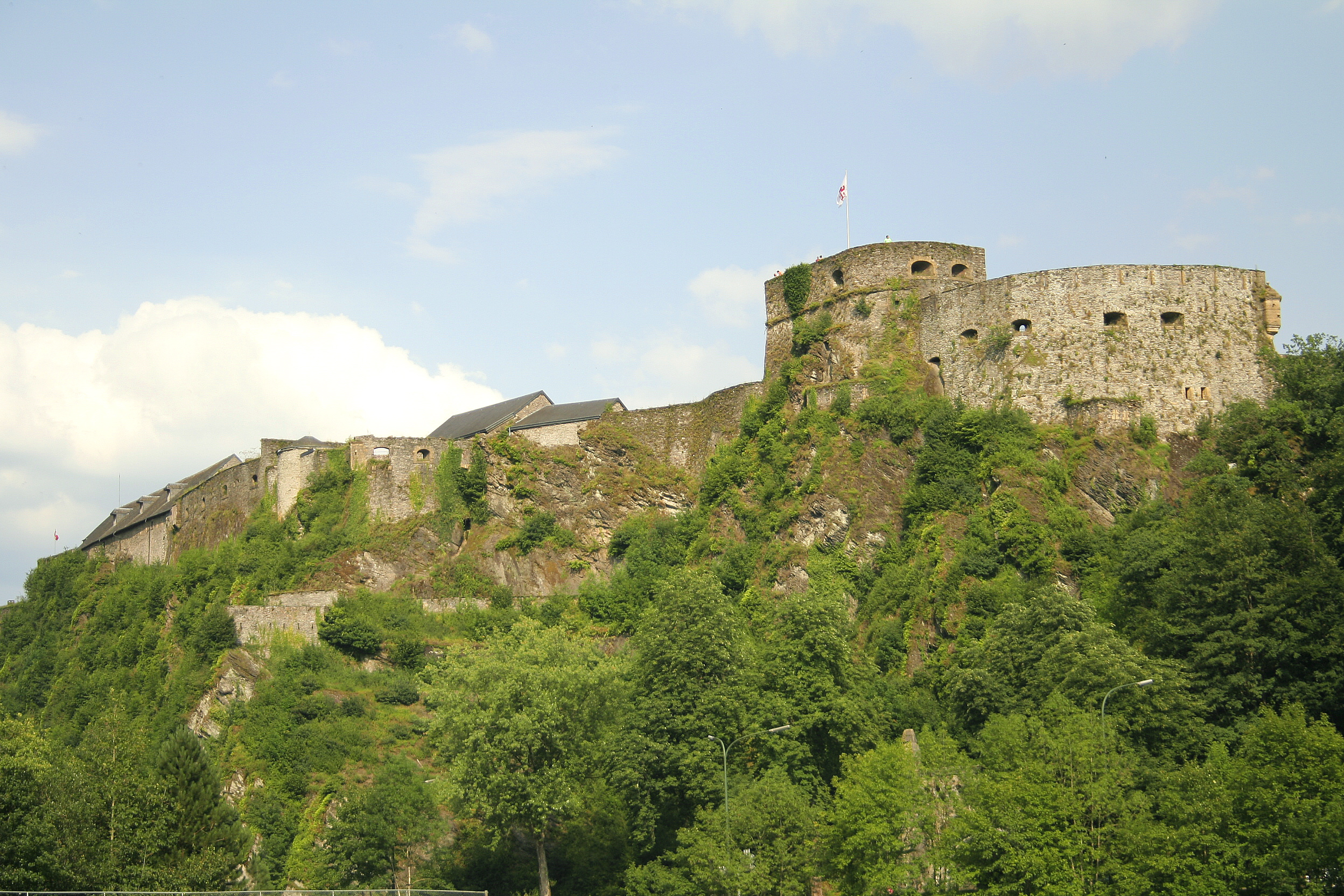
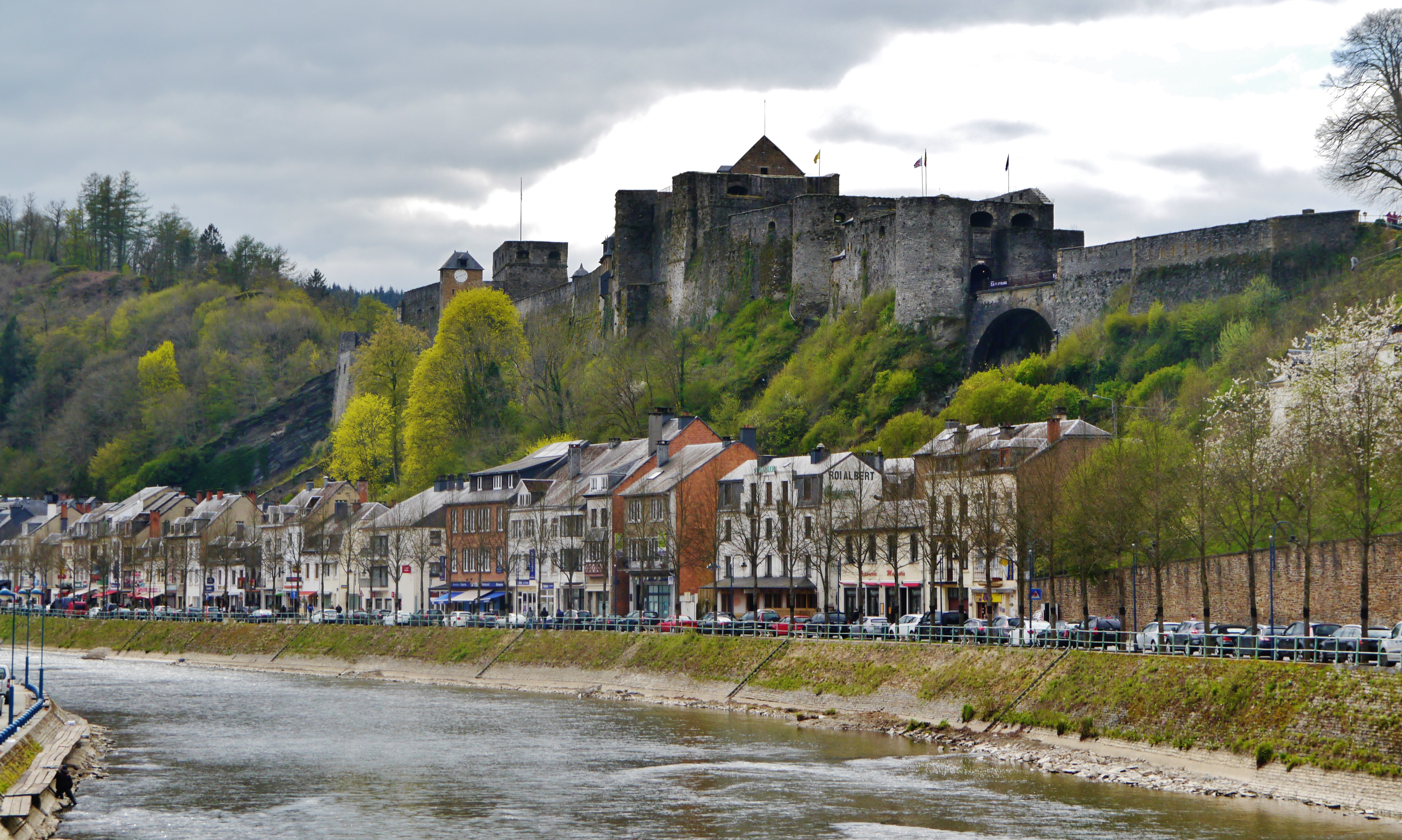
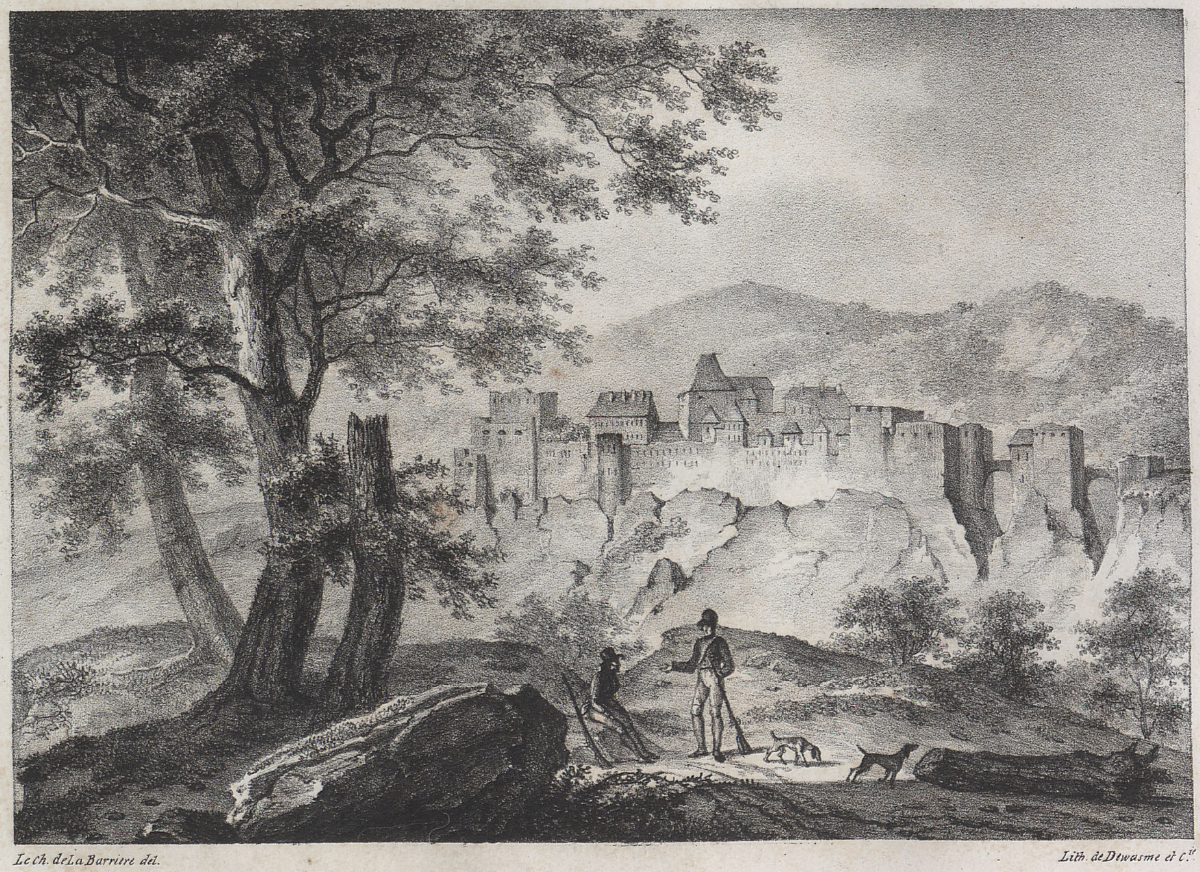
Le Château de Bouillon selon une lithographie de Prosper de la Barrière (1823).